# Joaquin Phoenix

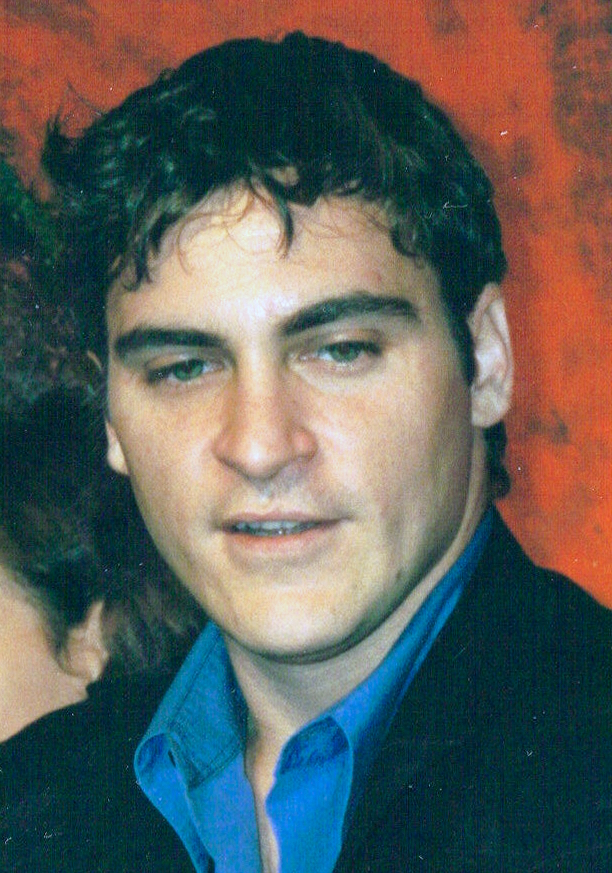
Joaquin Phoenix w Cannes (2000)

Joaquin Raphael Phoenix (ur. 28 października 1974 w San Juan) – amerykański aktor, wokalista, producent filmowy i telewizyjny. Laureat Oscara za tytułową rolę w filmie Joker (2019).

## Życiorys

### Wczesne lata
Przyszedł na świat w wielodzietnej rodzinie zbieracza owoców, misjonarza i menedżera Johna Lee Phoenixa („Bottom”, „Amram”; ur. 14 czerwca 1947) i sekretarki z nowojorskiego Bronxu Arlyn Dunetz Jochebed (ur. 31 grudnia 1944). Rodzice jego matki byli Żydami z Węgier i Rosji. Wychowywał się ze starszym bratem Riverem (ur. 23 sierpnia 1970, zm. 31 października 1993) i trzema siostrami: Rain Joan of Arc (ur. 21 listopada 1972), Liberty Mariposą (ur. 5 lipca 1976) i Summer Joy (ur. 10 grudnia 1978). Jego rodzice byli hipisami, żyjącymi w Ameryce Południowej, gdzie stali się członkami organizacji Dzieci Boga. W 1977 rodzina przeniosła się do Los Angeles i zmieniła swoje nazwisko na Phoenix od Feniksa, który odradza się z popiołów.

### Kariera
Na małym ekranie zadebiutował w wieku ośmiu lat jako Travis w jednym z odcinków serialu muzycznego CBS Siedem narzeczonych dla siedmiu braci (Seven Brides for Seven Brothers) pt.: „Christmas Song” (1982) z udziałem brata. W 1984, mając dziesięć lat, wystąpił gościnnie w serialach: ABC The Fall Guy z Lee Majorsem, NBC Posterunek przy Hill Street i CBS Napisała: Morderstwo. Jako 11-latek był obsadzony w dramacie CBS o wykorzystywaniu seksualnym dzieci Kids Don’t Tell (1985), w którym partnerował Michaelowi Ontkeanowi, JoBeth Williams i Nancy Lee Grahn. Po raz pierwszy pojawił się na kinowym ekranie w filmie fantastycznonaukowym Harry’ego Winera Kosmiczny obóz (SpaceCamp, 1986) z Kate Capshaw i Tomem Skerrittem wystąpił jako 12-letni Max Graham, który często nawiązuje do Gwiezdnych wojen. Reżyser Rick Rosenthal powierzył mu rolę 12-letniego bachora wojskowego w komediodramacie familijnym Ruscy na Florydzie (Russkies, 1987) z Whipem Hubleyem. Za postać Garry’ego Buckmana-Lampkina w komediodramatu Rona Howarda Spokojnie, tatuśku (Parenthood, 1989) u boku Steve’a Martina i Dianne Wiest był nominowany do Young Artist Award za najlepszy występ wiodącego młodego aktora w filmie fabularnym.
Dobrze zapowiadającą się karierę braci Phoenix przerwała tragedia, gdy 31 października 1993 w wieku zaledwie 23 lat, z powodu przedawkowania narkotyków, zmarł brat River. Wówczas Joaquin wycofał się z życia zawodowego. Powrócił na ekran w roli Jimmy’ego, uwodzonego przez Suzanne (Nicole Kidman) w prezentowanym poza Konkursem Głównym na festiwalu w Cannes komediodramacie kryminalnym Gusa Van Santa Za wszelką cenę (1995) z Mattem Dillonem. Zagrał w melodramacie Abbottowie prawdziwi (Inventing the Abbotts, 1997) z Liv Tyler, dramacie kryminalnym Droga przez piekło (U Turn, 1997) u boku Seana Penna, Jennifer Lopez i Nicka Nolte, dramacie sensacyjnym Powrót do raju (Return to Paradise, 1998) z Vince’em Vaughnem i Anne Heche. Wystąpił w roli pracownika hollywoodzkiego sklepu kaset wideo z filmami porno Maxa Californię w dreszczowcu Joela Schumachera Osiem milimetrów (8MM, 1999) z Nicolasem Cage’em i zagrał postać byłego francuskiego księdza katolickiego Simoneta De Coulmier, który zaprzyjaźnił się z markizem de Sade’em (Geoffrey Rush) i jako formę terapii pozwolił mu prowadzić amatorski teatr w Charenton w filmie Philipa Kaufmana Zatrute pióro (Quills, 2001).
Jego kreacja głównego antagonisty, amoralnego cesarza Kommodusa w superprodukcji Ridleya Scotta Gladiator (2000) z Russellem Crowe’em przyniosła mu Blockbuster Entertainment Awards w kategorii „Ulubiony czarny charakter” oraz nominacje do Oscara, Złotego Globu, BAFTA, Nagrodę Satelity i Nagrody Gildii Aktorów Ekranowych dla najlepszego aktora drugoplanowego. W dramacie sensacyjnym Płonąca pułapka (Ladder 49, 2004) wystąpił w roli uwięzionego w pożarze strażaka, Jacka Morrisona. Za rolę piosenkarza Johnny’ego Casha w biograficznym melodramacie muzycznym Jamesa Mangolda Spacer po linie (Walk the Line, 2005) odebrał Hollywood Film Festival i Złoty Glob oraz był nominowany do Oscara dla najlepszego aktora pierwszoplanowego, BAFTA i Nagrody Gildii Aktorów Ekranowych. Cash osobiście zaakceptował jego kandydaturę, a Phoenix sam wykonał wszystkie towarzyszące filmowi piosenki i odebrał Nagrodę Grammy w kategorii „Najlepsza składanka ze ścieżką dźwiękową z kina, telewizji lub innych mediów wizualnych”.
W październiku 2008 Joaquin Phoenix ogłosił koniec kariery aktorskiej oraz postanowił sprzedać swój dom w Hollywood oraz przenieść się na wieś, gdzie będzie mógł poświęcić się muzyce. W sierpniu 2010 okazało się to mistyfikacją. Aktor przez dwa lata zwodził całe środowisko Hollywood, które uwierzyło, jakoby stoczył się na dno.
W 2012 powrócił w roli Freddiego Quella, weterana II wojny światowej i prawej ręki religijnego guru w dramacie psychologicznym Paula Thomasa Andersona Mistrz (The Master), za którą zdobył Puchar Volpi na festiwalu w Wenecji i kolejną nominację do Oscara, Złotego Globu oraz nagrody BAFTA. Zagrał w melodramacie Ona (Her, 2013), komediodramacie kryminalnym Paula Thomasa Andersona Wada ukryta (Inherent Vice, 2014) i dramacie kryminalnym Woody’ego Allena Nieracjonalny mężczyzna (Irrational Man, 2015) z Emmą Stone. Wcielił się w Jezusa Chrystusa w biograficznym filmie biblijnym Maria Magdalena (Mary Magdalene, 2018) z Rooney Marą. Wystąpił jako rysownik, artysta i muzyk John Callahan w biograficznym Gusa Van Santa Bez obaw, daleko nie zajdzie (Don't Worry, He Won't Get Far on Foot, 2018) i jako zabójca Charlie Sisters w komediowym westernie Jacques’a Audiarda Bracia Sisters (The Sisters Brothers, 2018) u boku Jake’a Gyllenhaala.
Sukcesem okazała się kreacja Arthura Flecka / Jokera, emocjonalnie zaburzonego, nieudolnego komika, który staje się groźnym psychopatycznym i sadystycznym przestępcą w dramacie psychologicznym Todda Phillipsa Joker (2019), za którą zdobył Oscara, nagrodę BAFTA, nagrodę PETA i Złoty Glob. Phoenix do tej roli schudł 20 kg, a skutki odchudzania realnie wpływały na cały proces budowania roli. Film został dobrze przyjęty na festiwalu w Wenecji i otrzymał Złotego Lwa.

## Życie prywatne
Podobnie jak rodzeństwo, Joaquin jest weganinem. Udziela się na rzecz PETA. Phoenix w okolicach ust ma charakterystyczną bliznę, według jego słów szrama powstała w wyniku bójki. W kwietniu 2005 Phoenix przeszedł terapię antyalkoholową.  
Spotykał się z koleżanką z planu Liv Tyler (1995–1998) i modelką Topaz Page-Green (2001–2005). Pod koniec 2016 związał się z aktorką Rooney Marą, z którą zaręczył się w lipcu 2019. Para ma syna – Rivera (ur. 2020), któremu imię nadano na cześć zmarłego brata aktora.

## Filmografia

### Filmy pełnometrażowe
- 2024: Joker: Folie à deux jako Arthur Fleck/Joker
- 2023: Napoleon jako Napoleon Bonaparte
- 2023: Bo się boi jako Beau Wassermann
- 2021: C’mon C’mon jako Johnny
- 2019: Joker jako Arthur Fleck/Joker
- 2018: Bracia Sisters jako Charlie Sisters
- 2018: Maria Magdalena (Mary Magdalene) jako Jezus Chrystus
- 2017: Nigdy cię tu nie było (You Were Never Really Here) jako Joe
- 2015: Nieracjonalny mężczyzna (Irrational Man) jako Abe Lucas
- 2014: Wada ukryta (Inherent Vice) jako Larry „Doc” Sportello
- 2013: Ona (Her) jako Theodore Twombly
- 2013: Imigrantka (The Immigrant) jako Bruno Weiss
- 2013: Back Beyond jako Freddie Quell
- 2012: Mistrz (The Master) jako Freddie Quell
- 2010: Joaquin Phoenix: Jestem, jaki jestem (I’m Still Here) jako Joaquin Phoenix
- 2008: Kochankowie (Two Lovers) jako Leonard Kraditor
- 2007: Droga do przebaczenia (Reservation Road) jako Ethan Learner
- 2007: Królowie nocy (We Own the Night) jako Bobby Green
- 2005: Spacer po linie (Walk the Line) jako Johnny Cash
- 2004: Płonąca pułapka (Ladder 49) jako Jack Morrison
- 2004: Hotel Ruanda (Hotel Rwanda) jako Jack Daglish
- 2004: Osada (The Village) jako Lucius Hunt
- 2003: Mój brat niedźwiedź (Brother Bear) jako Kenai (głos)
- 2003: Wszystko dla miłości (It's All About Love) jako John
- 2002: Znaki (Signs) jako Merrill Hess
- 2001: Buffalo Soldiers jako Ray Elwood
- 2000: Zatrute pióro (Quills) jako Coulmier
- 2000: Ślepy tor (The Yards) jako Willie Gutierrez
- 2000: Gladiator jako Kommodus
- 1999: Osiem milimetrów (8MM) jako Max California
- 1998: Martwe gołębie (Clay Pigeons) jako Clay Bidwell
- 1998: Powrót do raju (Return to Paradise) jako Lewis McBride
- 1997: Droga przez piekło (U Turn) jako Toby N. Tucker
- 1997: Abbottowie prawdziwi (Inventing the Abbotts) jako Doug Holt
- 1995: Za wszelką cenę (To Die For) jako Jimmy Emmett
- 1991: Walking the Dog
- 1989: Spokojnie, tatuśku (Parenthood) jako Garry
- 1988: Świadek morderstwa (Secret Witness) jako Drew Blackburn
- 1987: Ruscy na Florydzie (Russkies) jako Danny
- 1986: Kosmiczny obóz (SpaceCamp) jako Max
- 1985: Anything for Love jako Timmy Bailey
- 1985: Kids Don’t Tell jako Frankie

### Seriale TV
- 1989: Superboy jako Billy Hercules
- 1989: Still the Beaver jako Kyle Cleaver
- 1986: Gwiazda poranna/Gwiazda wieczorna (Morningstar/Eveningstar) jako Doug Roberts
- 1986: Alfred Hitchcock przedstawia (Alfred Hitchcock Presents) jako Pagey Fisher
- 1984: Napisała: Morderstwo (Murder, She Wrote) jako Billy Donovan
- 1984: Posterunek przy Hill Street (Hill Street Blues) jako Daniel
- 1984: The Fall Guy jako Dzieciak
- 1984: ABC Afterschool Specials jako Robby Ellsworth
- 1983: Mr. Smith
- 1983: Six Pack jako Tad Akins
- 1982: Seven Brides for Seven Brothers jako Travis

### Producent
- 2016: Across My Land
- 2016: CAMP: The Documentary
- 2015: I Am Dying
- 2010: Joaquin Phoenix: Jestem, jaki jestem (I’m Still Here)
- 2007: Królowie noc (We Own the Night)
- 2007: Bez blichtru (4Real)

## Nagrody i nominacje
| Nagroda                                | Rok  | Kategoria                                             | Nominowana praca                      | Wynik   |
| -------------------------------------- | ---- | ----------------------------------------------------- | ------------------------------------- | ------- |
| National Board of Review               | 2000 | Najlepszy aktor drugoplanowy                          | Zatrute pióro / Gladiator / Ślepy tor | Wygrana |
| Hollywood Film Festival                | 2005 | Aktor roku                                            | Spacer po linie                       | Wygrana |
| San Diego Film Festival                | 2005 | Nagroda za działalność humanitarną                    | Mieszkańcy Ziemi                      | Wygrana |
| Złoty Glob                             | 2006 | Najlepszy aktor w filmie komediowym lub musicalu      | Spacer po linie                       | Wygrana |
| Nagroda Grammy                         | 2007 | Best Compilation Soundtrack for Visual Media          | Spacer po linie                       | Wygrana |
| 69. MFF w Wenecji                      | 2012 | Puchar Volpiego dla najlepszego aktora                | Mistrz                                | Wygrana |
| Newport Beach Film Festival            | 2014 | Outstanding Achievement in Filmmaking – Ensemble Cast | Imigrantka                            | Wygrana |
| Independent Spirit Robert Altman Award | 2015 |                                                       | Wada ukryta                           | Wygrana |
| 70. MFF w Cannes                       | 2017 | Nagroda dla najlepszego aktora                        | Nigdy cię tu nie było                 | Wygrana |
| Critics’ Choice Movie Awards           | 2020 | Najlepszy aktor pierwszoplanowy                       | Joker                                 | Wygrana |
| Złoty Glob                             | 2020 | Najlepszy aktor w filmie dramatycznym                 | Joker                                 | Wygrana |
| Nagroda Gildii Aktorów Ekranowych      | 2020 | Wybitny występ aktora w roli pierwszoplanowej         | Joker                                 | Wygrana |
| BAFTA                                  | 2020 | Najlepszy aktor pierwszoplanowy                       | Joker                                 | Wygrana |
| Nagroda Akademii Filmowej (Oscar)      | 2020 | Najlepszy aktor pierwszoplanowy                       | Joker                                 | Wygrana |